# 世界末日與柴犬同行
《世界末日與柴犬同行》（日语：世界の終わりに柴犬と）是由石原雄繪畫的後末日幻想四格漫畫，於2018年3月27日開始在KADOKAWA旗下的網上漫畫平台ComicWalker連載，已發行單行本3卷。作品以末日後的無人世界為舞台，主人公「主人」和其會說話的柴犬「阿晴」一起遊歷日本各處，後者總會說出一些奇怪的哲學言論與哲學家名言，並時常抱怨其主人的我行我素個性，但對她仍是充滿忠誠，一人一隻就這樣在末世中穿梭，偶爾會掀起一些騷動，途中也遇到其他犬隻、動物和外星人等，憑此編織出一日常系故事。
2022年6月7日，宣布改編為動畫（動態漫畫），由DLE製作，於2022年夏季在YouTube播放。

## 作品背景
「阿晴」的原形為作者石原雄所飼養的同名柴犬。為了在一個更安靜的地方作畫，石原將工作地點搬至愛知縣郊區，其老家已經養了一隻狗，但他表示想有一隻寵物在農村中伴其玩耍，於是石原希望以搬家為契機，飼養一隻其一直以來心心念念的柴犬。他在寵物店中相中阿晴，並在第二天把牠買回新家。問及與牠初見面的感受時，石原表示「不知為何就像是命中注定了一樣」。他談到第二天在家中首次抱起阿晴時，牠緊緊抱著脖子在胸前翻來覆去，根本看不到自己的臉。而這次邂逅亦在《世界末日與柴犬同行》的ComicWalker連載版的主篇故事中有所展現。
石原以「不單只是溫馨和日常的狗狗漫畫」來形容《世界末日與柴犬同行》，內裡不僅描繪了阿晴在現實上的日常故事，還將牠的舉止、習性和個性等納入漫畫內，更有一些帶幽默元素的哏。談到與阿晴生活在一起是什麼情況時，石原說道：「阿晴的微笑就像氣壓計那樣。[…] 有時候看到那表示『今天是最好一天』的笑容，就令我覺得今天也是個好日子」。至於今後的創作，他則表示：「我想做一些新的事情，但如果能在不影響日常生活的情況下繼續創作狗狗漫畫的話，那就太過於理想了」。

## 登場人物與動物
主人（聲：內田真禮）
漫畫主人公，17歲，本名不明，身穿學生水手服並背著一大背包，並與稱其為「主人」的愛犬「阿晴」在空無一人的日本到處旅行。
個性我行我素，雖然養了一隻狗卻是十足的貓派，擁有與動物對話的能力，且同樣適用於外星人，在末日前是一位因無法適應群體生活而輟學的高中生，在無人世界裡享受著自由的日子，但還是會抱怨無法觀看互聯網上的有趣影片。
阿晴（聲：田村睦心）
雄性柴犬，5歲（相當於人類年齡的36歲），「主人」的愛犬。
討厭洗澡，知識量豐富，時常與主人談論諸如薛丁格的貓和奧卡姆剃刀等哲學問題，藉此吐嘈她的性格和行為舉止。
黑柴
「主人」和「阿晴」在街頭遇到的黑柴犬，在荒廢的城市內獨自生存後重獲野性，遇見「主人」和「阿晴」後想起曾經作為寵物的自己，於是加入她們的隊伍。
白雪
愛上「阿晴」的雌性白柴犬，與黑柴同樣在後期加入「主人」和「小晴」的隊伍，與輝夜為情敵，但偶爾也會與牠站在同一陣線吐嘈「阿晴」。
輝夜
在世界末日被「主人」鄰居飼養的雌性黑柴犬，愛慕「阿晴」，稱其為「阿晴哥哥」，在路上時意外重逢牠和其主人，於是便加入旅行。
西伯利亞哈士奇
總是非常活潑的西伯利亞哈士奇，不擅長說謊，經常掉進水中或卡在洞裡。
狸貓三兄弟
經常惡整「阿晴」的狸貓三兄弟，本性善良，曾幫「阿晴」抓鰻魚和幫助落入陷阱的鶴脫困。
湖中女神
在童話《誠實的樵夫》中登場的女神，曾經救助掉下水池的「主人」和西伯利亞哈士奇。
八百比丘尼
1300年前吃下人魚肉而不老不死的少女，在各地流浪再次吃到人魚肉。
外星人夫婦
經常偶遇「主人」和「阿晴」的老年外星人夫婦，來自一能進行時間旅行、星際飛行和維度轉換的先進文明。性格溫和友善，多在農村內耕作，偶爾也會擔任荷官和調酒師等。
萊卡
被蘇聯帶上太空的狗，「小晴」稱牠為「狗界的明星」，在進入太空後被外星人收養，之後又被送進時光機內作實驗，後被外星人夫婦中的丈夫尋回。

## 發行
作者石原雄自2017年5月起開始使用Twitter，根據他自己的說法，開通Twitter是為了能夠隨心所欲地繪畫和分享自己的作品，《世界末日與柴犬同行》便是其中之一。人類世界滅亡、狗和其他動物能說話，以及各種非人類出現的原因在作品中並沒有具體說明。石原的目的是想在沒有任何擔憂和困擾的「自由」世界的框架中，構建出一個故事。他表示《世界末日與柴犬同行》中唯一不變的是「狗和主人的關係」與「『阿晴』是『主人』的伙伴」，至於沒有透露「主人」姓名的原因是她與小晴之間除了主從之外沒有其他關係。
在Twitter的累積轉發量達30萬次，成為熱門作品後，《世界末日與柴犬同行》於2018年3月27日開始在KADOKAWA旗下的網上漫畫平台ComicWalker上連載。同年11月21日，收錄有16頁的短篇〈與十年後的你同行〉的全彩日文第1卷單行本正式發行。第2卷在2019年11月22日發售，第3卷則在2020年12月23日發行。
2020年10月，由石原親手設計的《世界末日與柴犬同行》T恤和大手提袋開始對外發售。T恤的圖案是以石原在個人Twitter上發佈的圖案設計的，大手提袋則帶有阿晴的圖案以及其語錄「我感到很幸福唷，主人」。

### 單行本
截至2021年7月，《世界末日與柴犬同行》已發行了3卷單行本。附有短篇《與十年後的你同行》的第1卷收錄1至15話，刊載在辰巳出版的雜誌《Shi-Ba》2018年7月號和《Shibamaru》2018年10月發行號上，並於同年11月21正式發行。〈與十年後的你同行〉發生在「沒有迎來末日的世界」的10年後，是出國留學後回到家中的「主人」與垂死的「阿晴」重逢的故事。
單行本第2卷收錄16話至26話，並附有短篇〈與在玻璃櫃內的你相遇〉。〈與在玻璃櫃內的你〉的情節和〈與十年後的你同行〉恰恰相反，分別代表「離別」和「初見」，且前者或多或少是根據石原自己的經歷按原樣改寫的。同時第2卷是緊跟著第1卷而繪的，以補充說明一些未解決的懸念。單行本第3卷則有27至35話，並附有原先預定收錄在第2卷的短篇〈與你一起等待夏末〉。〈與你一起等待夏末〉的主題是「挽救不了的生命」，但是要如何「挽救」讀者卻很難得出一個結論，石原得出的「拯救」讀者方式是畫一篇關於萊卡的漫畫，讓「這條生命只在短篇故事中被拯救」。
| 卷數 | KADOKAWA       | KADOKAWA               | 東立出版社    | 東立出版社             |
| 卷數 | 發售日期       | ISBN                   | 發售日期      | ISBN                   |
| ---- | -------------- | ---------------------- | ------------- | ---------------------- |
| 1    | 2018年11月21日 | ISBN 978-4-04-065026-5 | 2021年3月17日 | ISBN 978-9-86-524268-8 |
| 2    | 2019年11月22日 | ISBN 978-4-04-064072-3 | 2021年8月25日 | ISBN 978-9-86-524698-3 |
| 3    | 2020年12月23日 | ISBN 978-4-04-680054-1 |               |                        |

## 外部連結
- 官方网站